# Río de piedra

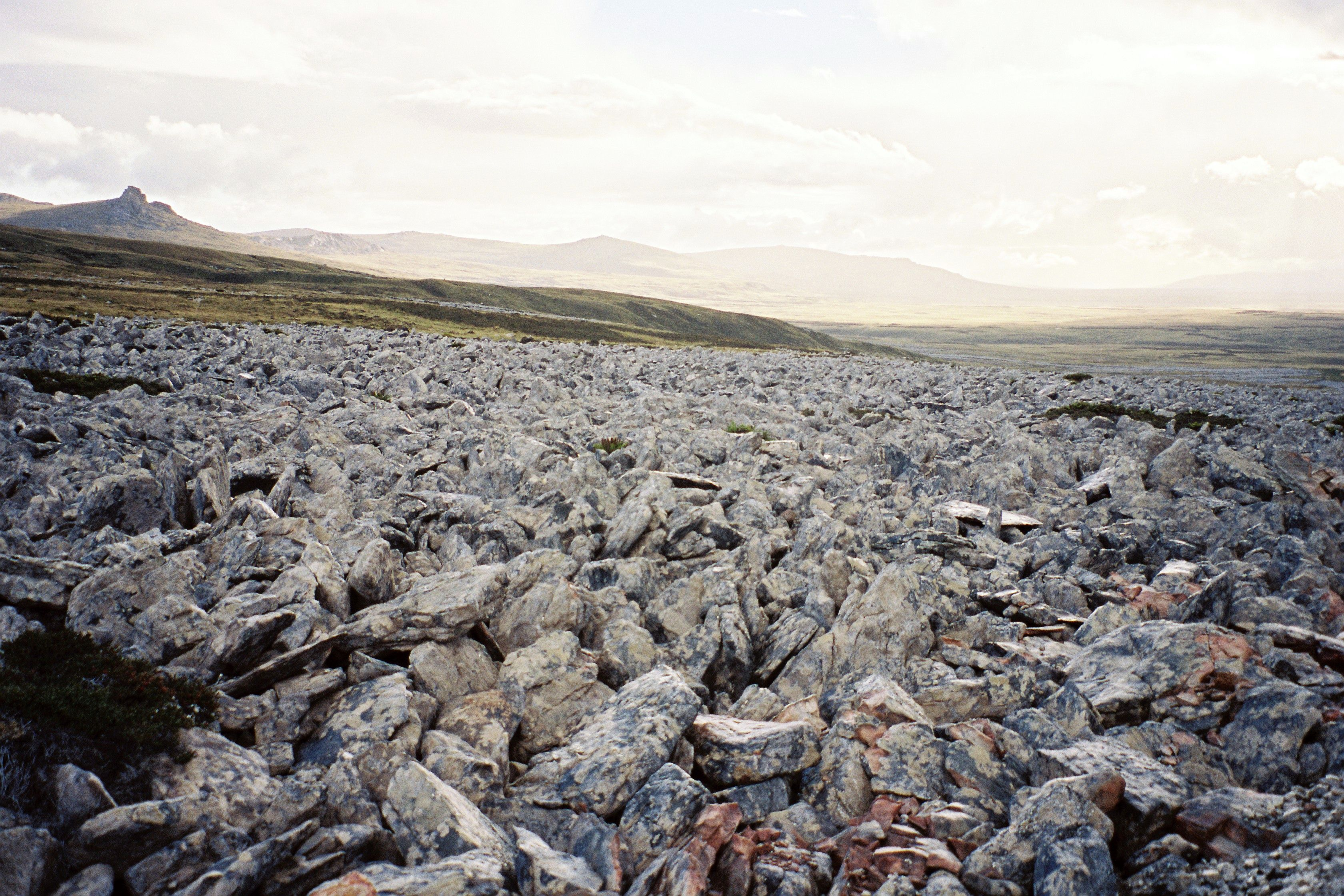
Río de piedra en el Monte Kent, isla Soledad.

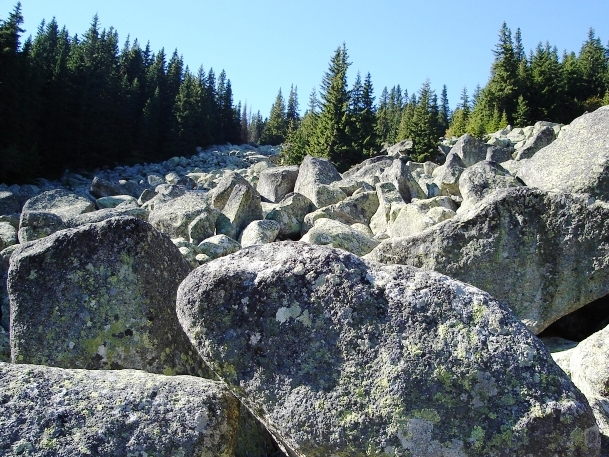
Río de piedra en el Vitosha, Bulgaria.

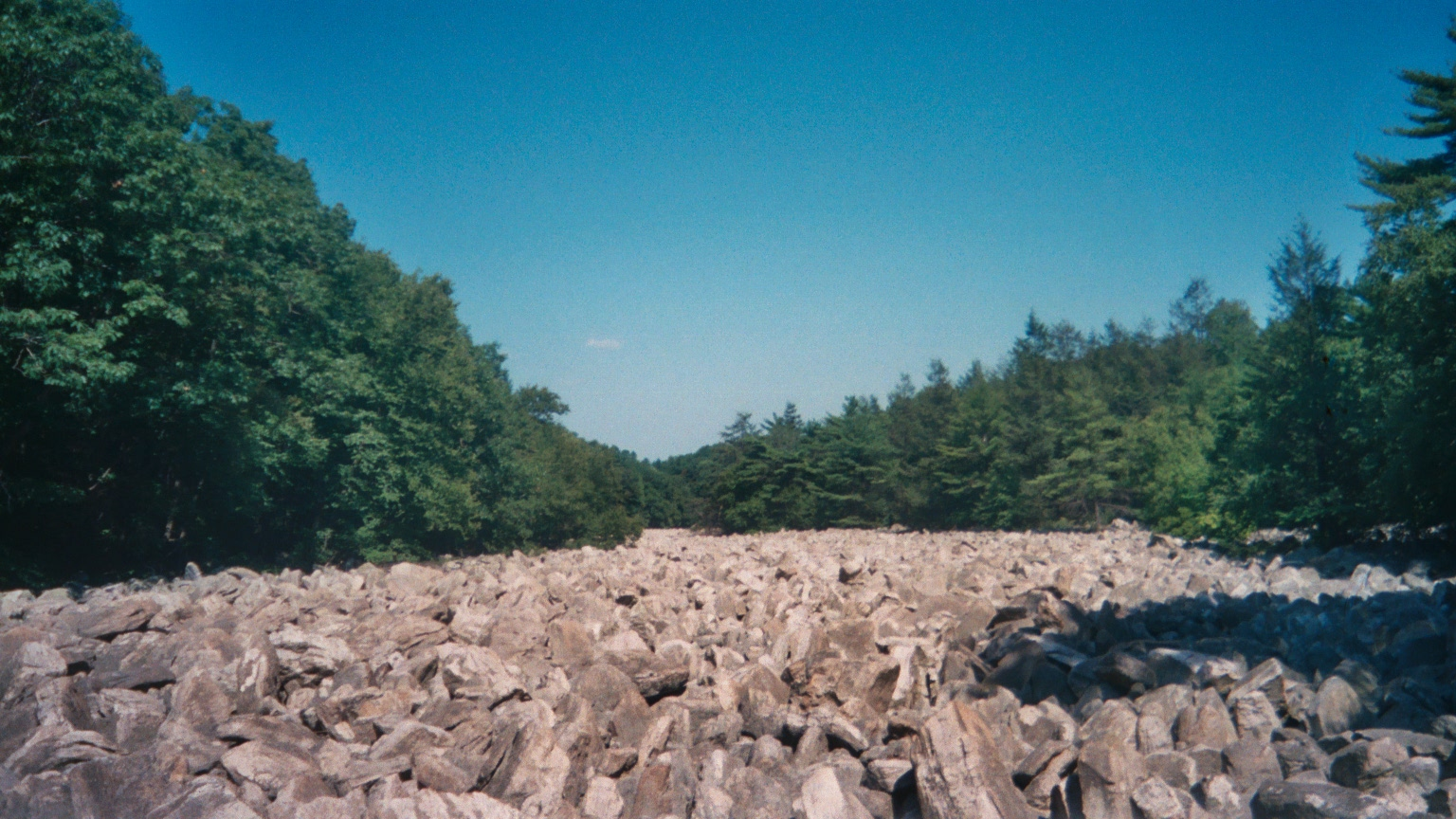
Río de piedra en Pensilvania, Estados Unidos.

Un río de piedra es un accidente geográfico formado por acumulaciones de bloques de piedra y rocas de distinto tamaño no mayores de los tres metros (canto rodado, guijarros, detritus rocosos) en antiguos cauces de ríos producto de la erosión y las glaciaciones, especialmente la última Edad de Hielo en el Cuaternario. En el proceso de formación de estos "ríos" intervienen las heladas, la meteorización y la solifluxión. Cabe destacar que estos ríos son diferentes de las morrenas, que se forman en los glaciares.
En las islas Malvinas, archipiélago del océano Atlántico Sur, los ríos de piedra se producen en pendientes de entre 1 y 10 grados, y son el producto de la masa-movimiento y separación de las piedras durante los períodos anteriores de clima frío. Están asociados con depósitos de solifluxión ricos en arcilla.

## Distribución geográfica
Conocido por su excepcional diversidad, el tamaño y la abundancia son los ríos de piedra de las Islas Malvinas (principalmente en las Alturas Rivadavia), y los ríos de piedra de la montaña Vitosha, en Bulgaria. La combinación muy específica de las condiciones climáticas particulares y variedades de roca que existieron allí durante el Cuaternario explica tanto la formación de piedras en estos dos territorios, y su ausencia en áreas con condiciones de la naturaleza que sean equivalentes.
Otros ejemplos de ríos de piedra, pero pequeños, se producen en Inglaterra, sobre todo en Stiperstones, Shropshire. También son conocidos en Pensilvania, Estados Unidos.

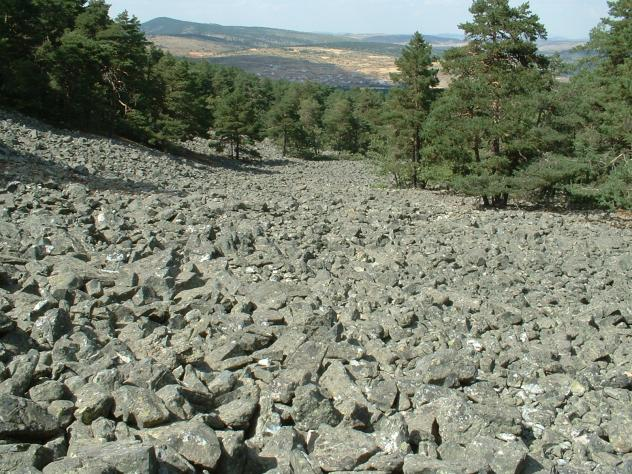
Río de piedra en Orihuela del Tremedal, España.

En la localidad de Orihuela del Tremedal en Aragón, España, también existe un río de piedra en los montes que rodean a la localidad siendo el río de piedras más extensos de Europa. Estos son acumulaciones periglaciares de bloques de cuarcita en forma de ríos. Los bloques son de pequeño tamaño, entre 25 y 50 cm, y los ríos se extienden por más de 2 km y medio.

## En las islas Malvinas

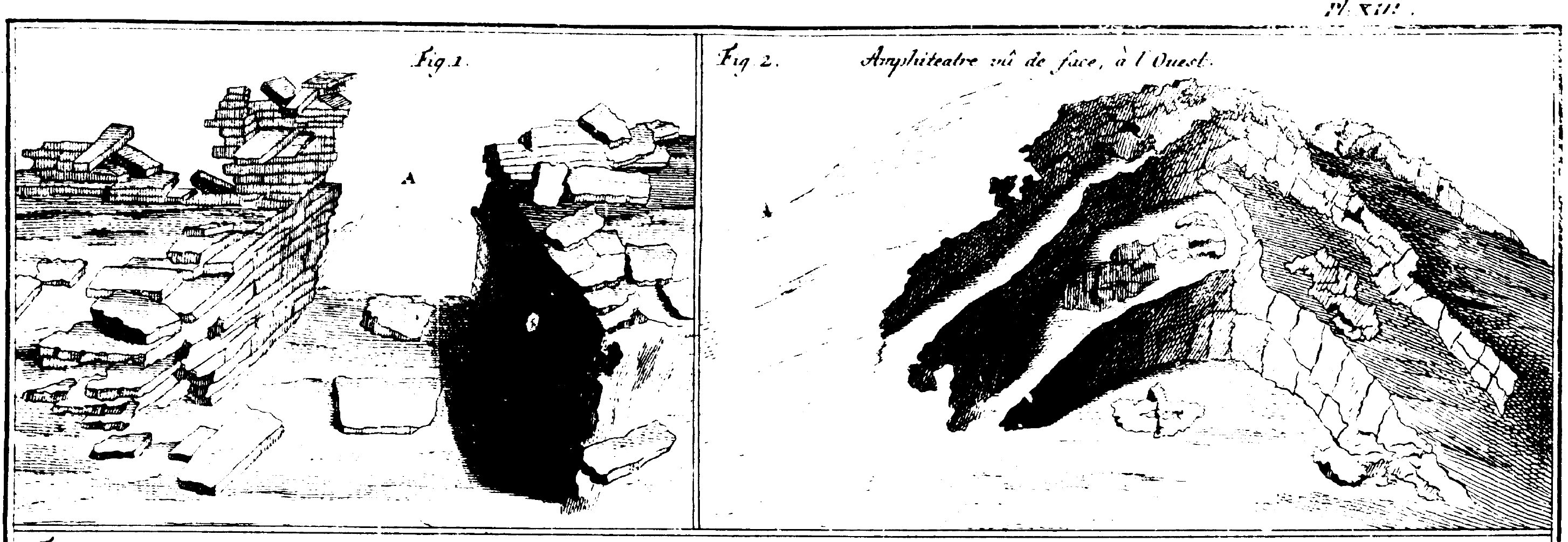
Los ríos de piedra 'Puertas de la ciudad' y 'Anfiteatro' en la isla Soledad (Dom Pernety, 1769).

Una primera descripción de los ríos de piedra de las Malvinas se dio en razón de la exploración de las islas de Antoine-Joseph Pernety durante la expedición francesa de 1763-64 bajo Louis Antoine de Bougainville, que estableció el asentamiento de Port Saint Louis en la isla Soledad. Al cruzar el cuello entre la bahía de la Anunciación y la bahía de la Maravilla describió con detalle dos elementos de piedra particulares que él llamó 'Puertas de la ciudad' y 'Anfiteatro'.
Estos ríos también fueron nombrados por Charles Darwin en su visita a las islas entre 1833 y 1834:

Pernety ha dedicado varias páginas a la descripción de una colina de las ruinas , los sucesivos estratos de la que justamente se ha comparado con los asientos de un anfiteatro. (...)

En muchas partes de la isla, los fondos de los valles se cubren de una manera extraordinaria por grandes fragmentos angulares sueltos innumerables de roca de cuarzo, formando "ríos de piedras". Estos han sido mencionados por la sorpresa por cada viajero desde la época de Pernety. Los bloques varían en tamaño de uno o dos metros de diámetro y diez, o incluso más de veinte veces más. Ellos no son lanzados juntos en montones irregulares, pero se extienden en hojas nivel o en grandes corrientes. No es posible determinar su espesor, pero el agua de pequeños arroyos se puede escuchar goteando a través de las piedras muchos metros por debajo de la superficie. La profundidad real es probablemente grande, porque las grietas entre los fragmentos inferiores se deben hace mucho tiempo ya que se han llenado de arena. La anchura de estas láminas de piedras varía desde unos pocos cientos de metros a un kilómetro y medio, pero el suelo de turba invade todos los días en las grietas, e incluso hace que algunos fragmentos pasan a estar juntos. En un valle al sur de la Bahía de la Anunciación, que algunos de nuestro grupo lo llamó el "gran valle de fragmentos", ya que era necesario cruzar una banda ininterrumpida de media milla de ancho, saltando de una piedra puntiaguda a otra. (...)

Estos ríos se encuentran principalmente en las Alturas Rivadavia, al norte de Lafonia en la isla Soledad y están formados por bloques de cuarcita dura. Lo que contrasta con el paisaje de los cerros redondeados por el viento. El más extenso posee 5 kilómetros la largo. Los de la isla Gran Malvina y en las islas menores poseen dimensiones más pequeñas. El "Gran valle de fragmentos" de Darwin, posteriormente fue renombrado "Princes Street Rock Run" por el de Princes Street de Edimburgo que fue empedrado en ese momento. Posee unos 4 km de largo y 400 m de ancho en un valle poco profundo con tendencia este-oeste. El sitio está situado junto a la carretera a Puerto Soledad, a unos 20 km al noroeste de Puerto Argentino/Stanley.

## Referencias

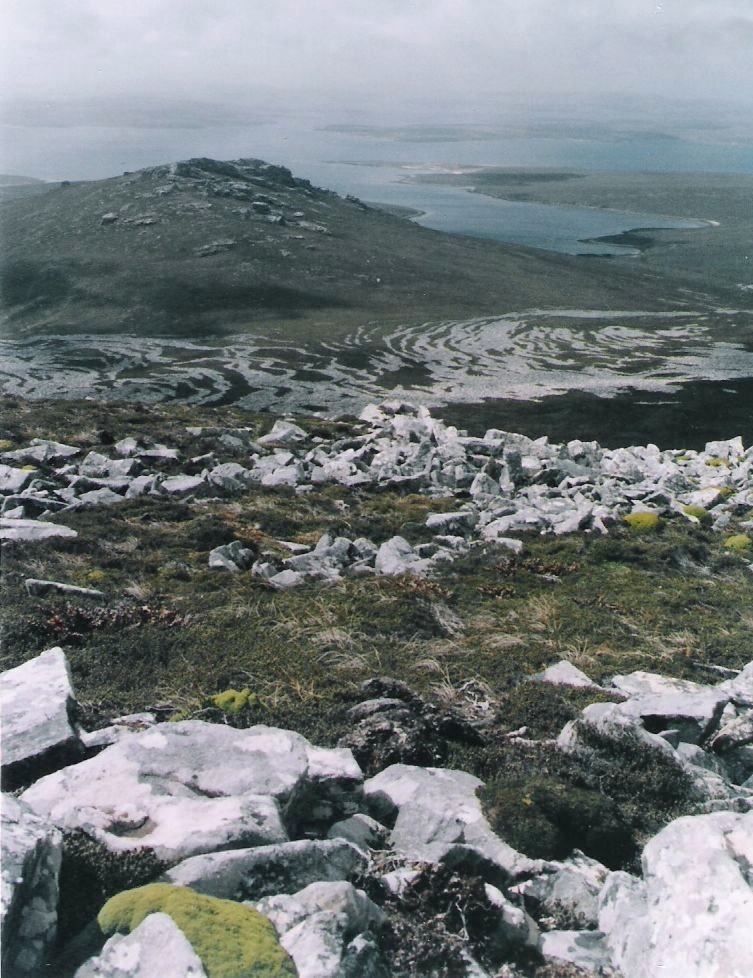
Río de piedra en la Isla San José (Malvinas).